# Pozalmuro
Pozalmuro település Spanyolországban, Soria tartományban. Pozalmuro Tajahuerce, Villar del Campo, Matalebreras, Ólvega és Hinojosa del Campo községekkel határos. Lakosainak száma 46 fő (2024).

## Népesség
A település népessége az elmúlt években az alábbi módon változott:
| Lakosok száma | 106  | 102  | 99   | 80   | 73   | 76   | 63   | 56   | 52   | 46   |
|               | 2001 | 2004 | 2007 | 2009 | 2012 | 2014 | 2017 | 2019 | 2022 | 2024 |